# Ден Трахтенберг
Ден Трахтенберг (англ. Dan Trachtenberg; нар. 11 травня 1981) — американський режисер і ведучий подкастів.
Найбільш відомий як режисер фільмів «Вулиця Монстро, 10» (2016) і «Здобич» (2022), перший з яких приніс йому номінацію на премію Гільдії режисерів Америки у категорії «Видатна режисура — дебютний повнометражний фільм».

## Кар'єра
Трахтенберг знімав рекламні ролики для Lexus, Nike та Coca-Cola. У 2003 році зняв короткометражний фільм Kickin'. У квітні 2008 року він приєднався до компанії Tight Films.
Він був режисером інтернет-шоу Ctrl+Alt+Chicken.
У березні 2011 року Трахтенберг випустив короткометражний фільм для BlackBoxTV під назвою «More Than You Can Chew», головні ролі в якому зіграли Джей Крістофер, Скай Маршалл та Ян Гамрік. Трахтенберг написав сценарій у співавторстві з Марком Д. Вокером.
23 серпня 2011 року Трахтенберг випустив короткометражний фільм «Portal: Втеча неможлива», заснований на відеогрі Portal, який з того часу зібрав більше двадцяти восьми мільйонів переглядів на YouTube.
13 жовтня 2011 року /Film оголосив, що Трахтенберг зніматиме науково-фантастичний бойовик про пограбування для Universal Pictures разом із сценаристом Крісом Морганом.
У січні 2013 року iFanboy оприлюднив новину про те, що Трахтенберг буде режисером екранізації коміксу Y: The Last Man. Однак 25 вересня 2014 року /Film оголосила, що фільм було скасовано.
3 квітня 2014 року видання Ain't It Cool News оголосило, що Трахтенберг зніме фільм для компанії Bad Robot Productions під назвою «Валенсія», яка пізніше виявилася кодовою назвою для «Вулиця Монстро, 10». Продюсер Джей Джей Абрамс сказав про фільм: «Ідея з'явилася давно, ще під час виробництва. Ми хотіли зробити його кровним родичем «Кловерфілда». Ідея розвивалася з часом. Ми хотіли притримати назву якомога довше».
30 квітня 2018 року було оголошено, що Ден Трахтенберг буде режисером першого епізоду серіалу Amazon «Хлопаки», замінивши Сета Рогена та Евана Голдберга, які вибули через конфлікти розкладу.
14 січня 2019 року з'явилося повідомлення, що Трахтенберг стане режисером екранізації серії відеоігор Uncharted. Однак 22 серпня 2019 року було оголошено, що він покинув проєкт.
20 листопада 2020 року стало відомо, що 20th Century Studios залучила Трахтенберга до режисури п’ятої частини серії фільмів «Хижак» під назвою «Здобич». За роботу над фільмом Трахтенберг отримав дві номінації на 75-й церемонії вручення премії «Еммі».
28 червня 2023 року було оголошено, що Трахтенберг зніме принаймні один епізод останнього сезону серіалу Netflix «Дивні дива».
Станом на лютий 2024 року Трахтенберг працює над фільмом «Хижак: Пустки». Це ще один спін-офф із серії «Хижак», окремий від його фільму «Здобич».

## Особисте життя
Закінчив Університет Темпл у 2003 році.
Одружився з Прісциллою Ернандес у 2011 році.

## Фільмографія

### Короткометражні фільми
- Kickin (2003)
- Portal: Втеча неможлива[en] (2011)
- More Than You Can Chew (2012)
- Warframe (2019)

### Повнометражні фільми
| Рік  | Назва                | Режисер | Сценарист | Продюсер |
| ---- | -------------------- | ------- | --------- | -------- |
| 2016 | Вулиця Монстро, 10   | Так     | Ні        | Так      |
| 2022 | Здобич               | Так     | Історія   | Ні       |
| 2025 | Хижак: Вбивця вбивць | Так     | Історія   | Так      |
| 2025 | Хижак: Дикі землі    | Так     | Так       | Ні       |

### Телебачення
| Рік  | Назва            | Примітка                                  |
| ---- | ---------------- | ----------------------------------------- |
| 2016 | Чорне дзеркало   | Епізод «Бета-тест»                        |
| 2019 | Хлопаки          | Епізод «The Name of the Game»             |
| 2021 | Втрачений символ | Епізод «Pilot»; Також виконавчий продюсер |
| 2025 | Дивні дива       | Епізод «The Bridge»                       |

## Нагороди та номінації
| Рік  | Нагорода                                      | Категорія                                        | Робота             | Результат | Пос.   |
| ---- | --------------------------------------------- | ------------------------------------------------ | ------------------ | --------- | ------ |
| 2017 | Премія Гільдії режисерів Америки              | Видатна режисура — дебютний повнометражний фільм | Вулиця Монстро, 10 | Номінація | [ 21 ] |
| 2017 | Нагорода Гавайського товариства кінокритиків  | Найкращий новий режисер                          | Вулиця Монстро, 10 | Перемога  | [ 22 ] |
| 2017 | Нагорода онлайн асоціації кіно та телебачення | Найкращий повнометражний дебют                   | Вулиця Монстро, 10 | Номінація | [ 23 ] |
| 2023 | Еммі                                          | Найкраща режисура мінісеріалу або фільму         | Здобич             | Номінація | [ 24 ] |
| 2023 | Еммі                                          | Найкращий сценарій для мінісеріалу або фільму    | Здобич             | Номінація | [ 24 ] |